# Capriva del Friuli
Capriva del Friuli är en ort och kommun i regionen Friuli-Venezia Giulia i Italien och tillhörde tidigare även provinsen Gorizia som upphörde 2017. Kommunen hade 1 718 invånare (2018).